# Waldemar Buda
Waldemar Grzegorz Buda (Turek, 21 settembre 1982) è un politico polacco, esponente di Diritto e Giustizia ed europarlamentare dal 2024.

## Biografia
Nato a Turek, si laureò in giurisprudenza presso l'Università di Łódź ed esercitò la professione di consulente legale dal 2011.
Politicamente affiliato al partito Diritto e Giustizia, divenne collaboratore di Janusz Wojciechowski. Nel 2014 venne eletto all'interno del consiglio comunale di Łódź. Nel 2015 fu impegnato come consulente legale del candidato presidenziale Andrzej Duda.
In occasione delle elezioni parlamentari del 2015, fu candidato al Sejm per la circoscrizione di Łódź e riuscì ad essere eletto deputato, ricevendo 15.028 voti. In seno all'assemblea, fu membro della commissione giustizia e diritti umani, della commissione legislativa e della commissione speciale per le modifiche alle codificazioni. Si occupò inoltre di diritti degli affittuari e tutela dei diritti delle cooperative.
Nell'aprile 2018, Jarosław Kaczyński lo presentò ufficialmente come candidato del partito alla carica di sindaco di Łódź. Nelle elezioni di ottobre, si classificò al secondo posto con il 23,65% dei voti. A giugno 2019 fu nominato Segretario di Stato presso il Ministero degli investimenti e dello sviluppo economico.
Alle elezioni parlamentari del 2019 Waldemar Buda venne rieletto deputato, ricevendo 50.114 voti. Nel novembre 2019, a seguito di alcune modifiche nella struttura dei ministeri, passò a rivestire la carica di Segretario di Stato presso il Ministero dei fondi di sviluppo e della politica regionale. Il 7 aprile 2022, fu nominato dal presidente Andrzej Duda come nuovo ministro dello sviluppo economico e della tecnologia nel secondo governo di Mateusz Morawiecki
.
Alle elezioni del 2023 si candidò con successo per la rielezione, ottenendo 45.474 voti. Il 27 novembre dello stesso anno, terminò il suo servizio come ministro. Divenne vicepresidente della commissione parlamentare d'inchiesta per le elezioni postali e della commissione per le finanze pubbliche.
Nel 2024, si candidò alle elezioni europee per la circoscrizione Łódź e riuscì ad essere eletto raccogliendo 103.679 voti. Al Parlamento europeo divenne membro della commissione per l'agricoltura e lo sviluppo rurale.
Sposato, è padre di due figli.